# Costa di Fallières

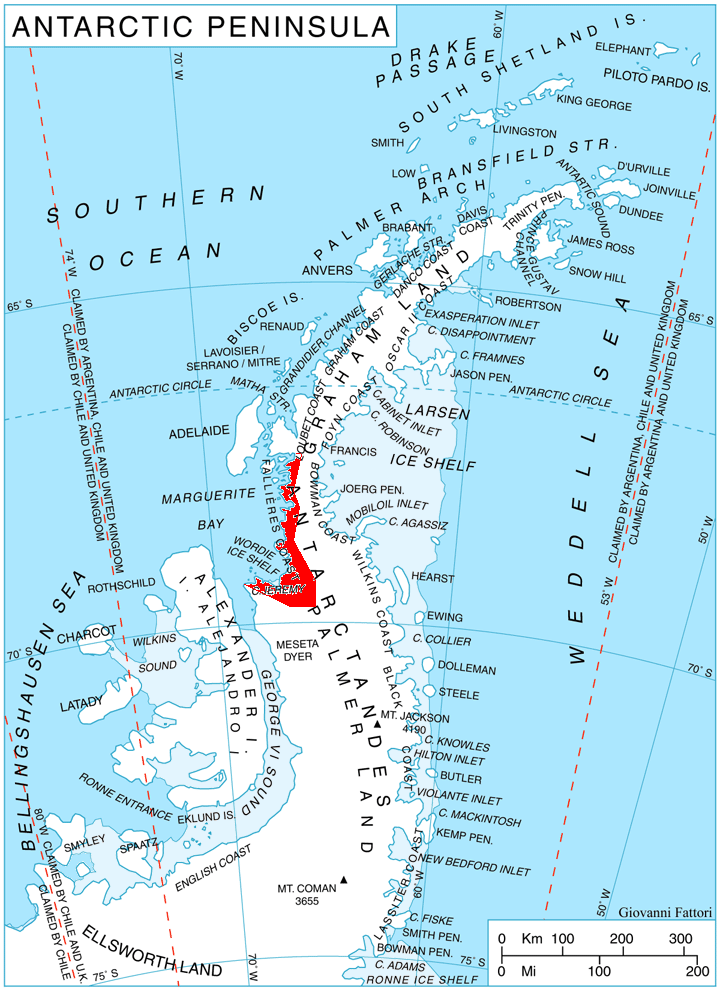
La costa di Fallières nella penisola Antartica.

La costa di Fallières (centrata alle coordinate 68°30′S 67°00′W) è una porzione della costa della Terra di Graham, in Antartide. In particolare, la costa di Fallières si estende nella parte occidentale della penisola Antartica tra il fiordo di Bourgeois, a nordest, e Capo Jeremy, a sudovest, confinando quindi a nordest con la costa di Loubet e a sudovest con la costa di Rymill (quindi con la Terra di Palmer). Davanti a parte di essa, nella parte sudorientale della baia Margherita, fino ad aprile 2009, data del suo completo scioglimento, era presente la piattaforma di ghiaccio Wordie.

## Storia
La costa di Fallières fu esplorata per la prima volta nel gennaio del 1909 durante la spedizione di ricerca antartica francese denominata seconda spedizione Charcot (1908-1910) e comandata da Jean-Baptiste Charcot, che la battezzò con il suo attuale nome in onore di Armand Fallières, allora presidente della Francia .